# 日本宣教会
日本宣教会（にほんせんきょうかい）はプロテスタントのホーリネス系の団体。

## 沿革
- 1922年 相田喜介が聖潔を学ぶために、渡米してアズベリー大学に留学した。
- 1923年4月24日 アメリカのアズベリー大学神学部に留学中の相田喜介によって日本宣教会（Japan MIssion Society）が設立された。
- 1923年12月 関東大震災のことを知り、日本における伝道の急務を覚えた相田は帰国して東京都渋谷区笹塚を中心に伝道して、北谷、川崎、田端、大井町、桜ヶ丘に教会を設立した。
- 1929年 伝道者養成のために救霊学院を設立。
- 1934年 桜ヶ丘教会を除く全ての教会が離脱した。
- 1937年 桜ヶ丘教会が世田谷区下北沢に移転した。
- 1940年 八王子に女学校を開設して、若い人のために伝道活動をした
- 1945年 学校制度の変化に伴い、新制中学が開校されるために、女学校が廃校。
- 1957年 戦後はメリヤス工場の経営をへて、女学院の跡地を売却して、東京都世田谷区代田で伝道活動を再開する。その後、幡ヶ谷、久我山、西麻布、新潟県小千谷市、前橋、相模、木更津、狭山に教会を設立した。戦後は、中原幸茂が指導者になった。
- 1978年 中原幸茂が2代目監督に就任
- 1995年 相田望が3代目監督に就任
- 2008年 小坂禮輔が4代目監督に就任
- 2012年 小坂嘉嗣が5代目監督に就任

## 特徴
- ジョン・ウェスレーの「全き潔め」の教理を強調する。